# Moviment d'Independència del Sud del Sudan
El Moviment d'Independència del Sud del Sudan (South Sudan Independence Movement, SSIM) fou un moviment polític i militar del sud del Sudan, sorgit el 1991 d'una escissió del Moviment d'Alliberament del Poble Sudanès dirigida per Riak Machar. Aquest era nuer mentre John Garang, el cap de l'organització era dinka. Les tensions van esclatar l'agost del 1991
El 28 d'agost del 1991 es va produir la declaració de Nasir en la qual una part dels membres del SPLM dirigits pel cap nuer Riak Machar es van escindir i van tractar d'enderrocar-lo però les forces lleials a Garang van resistir i el moviment va quedar dividit en les faccions SPLA-Torit de John Garang (per tenir la seva base a Torit) i el SPLA-Nasir, de Riak Machar i Lam Akol a les que l'estiu del 1992 es va sumar una tercera facció, el SPLA de William Nyon Bany i Josep Oduhu. El març de 1993, Kerubino Kwanyin Bol i Arok Thon Arok que havien estat empresonats per Garang i el 1991 havien fugit a Uganda, van retornar i van formar les seves pròpies faccions (SPLA-Bor, d'Arok Thon Arok, i SPLA-Bahr al-Ghazal, de Kerubino Kwanyn Bol).
Totes les facciones excepte la de Garang es van unir (Declaració de Kongor) i van formar la facció SPLA-Unity però Riak Machar i Lam Akol es van separar poc després i Machar va formar el Southern Sudan Independence Movement (SSIM) (1993) i Lam Akol va formar la facció SPLA-United (de base shilluk).
El 14 d'agost de 1994 William Nyon Bany va anunciar que havia deposat al cap del seu grup Riak Machar i havia format un executiu provisional anomenat SSIM II. Però Machar va conservar el poder i la majoria de les forces. El 27 d'abril de 1995 Bany es va reconciliar amb el SPLA de Garang (Declaració de Lafon) i el seu grup va entrar al SPLA.
El 21 d'abril del 1997 el SSIM fou el principal grup dels que van pactar amb el govern de Khartum. El SSIM va passar a integrar el United Democratic Salvation Front, una coalició dels grups que havien participat en l'acord, dirigida per Riak Machar que al mateix temps fou nomenat president del Consell de Coordinació Transitori Autònom, equivalent a un govern provisional de l'autonomia del sud.
El 2001 Machar va trencar amb el govern i va arrossegar a la major part del United Democratic Salvation Front, UDSF/South Sudan Defence Forces, SSDF). Machar va canviar de nom el seu grup a Sudan Peoples Democratic Front (i Llavors el SSIM que legalment era una de les organitzacions del front, va quedar sota control de fet de Tito Biel i James Leah. Riak Machar y John Garang (cap del Sudan Peoples Liberation Movement/Sudan Peoples Liberation Army) es van unir el 6 de gener del 2002 sota pressió exterior (per presenter un front comú) i es va acordar que les dos organitzacions funcionarien sota el nom de SPLA/SSDF. El 20 de juliol del 2002 es va signar el Protocol de Machakos amb el govern que va obrir el camí de la pau en reconèixer el dret d'autodeterminació. L'acord va provocar la defecció dels comandantes d'ètnia Nuer, Tito Biel Chor i Marko Liah, oposats per considerat que beneficiava als dinka, que van desconèixer aviat l'autoritat de Paulino Matiep com a cap militar de totes les organitzacions integrades en la South Sudan Defence Forces. El juny del 2003 Paulino va enfrontar als dissidents a Bentiu i a finals d'any Biel i Leah van passar amb la major part de les seves forces a l'Exèrcit d'Alliberament del Poble Sudanès, deixant només un grup d'homes dirigits per Peter Dor Monyjour, nominalment al front del SSIM
El nom oficial de la branca armada era Exèrcit d'Independència del Sud del Sudan (South Sudan Independence Army, SSIA)